# Torá oral

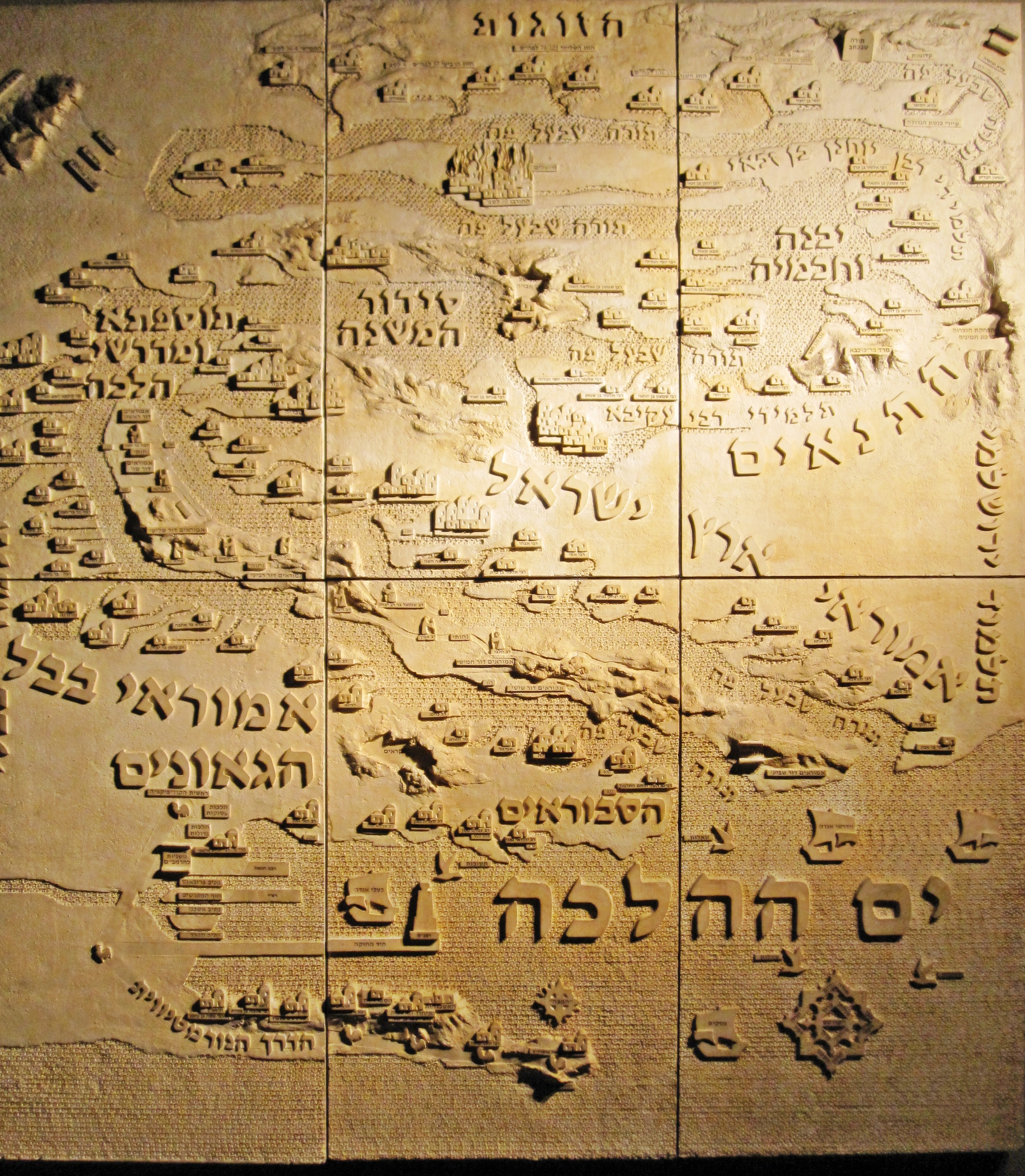
Exposição no Museu da Diáspora, Tel Aviv - en:Beit Hatefutsot, que retrata o desenvolvimento da lei oral judaica.

A Torá Oral (תורה שבעל פה) é o termo usado para denotar as leis e estatutos que, além do Pentateuco, Deus deu a Moisés.
Em declarações posteriores Aggadicas, no entanto, o corpo completo da doutrina rabínica é dito ter revelado a Moisés no Sinai; de modo que Rabbi Joshua ben Levi declarou que todos os ensinamentos rabínicos, mesmo aqueles que os estudiosos encontraram e promulgaram mais tarde, foram dados a Moisés no monte.

## Objeções à sua existência
A existência de uma lei oral que data da época mosaica implica, é claro, a crença de que o Pentateuco, na forma em que agora existe, era inteiramente obra de Moisés, a quem foi revelado por Deus. Que uma lei oral existe desde a época mosaica pode ser negada apenas do ponto de vista da crítica bíblica moderna (para os pontos de vista do judaísmo reformista sobre a lei oral, ver Reforma).